# Тешинска Силезия
Теши́нска Силе́зия или Чеши́нска Силе́зия (на полски: Śląsk Cieszyński; на чешки: Těšínské Slezsko или Těšínsko; на немски: Teschener Schlesien) е исторически регион в югоизточна Силезия, разположен между реките Висла и Одра. Територията на региона съответства на територията на бившето Тешинско херцогство, което след Първата световна война е поделено между Чехословакия и Полша, в резултат на Тешинския конфликт от 1919 – 1920 г. Самият град Тешин е разделен на полска (Чешин) и чешка част (Чески Тешин). Понастоящем, по-голямата част от територията на Тешинска Силезия влиза в еврорегиона Тешинска Силезия (на полски: Euroregion Śląsk Cieszyński; на чешки: Euroregion Těšínské Slezsko). На полски език и от полски източници топонимите съответно са Чеши́н, Чешинско херцогство и Чеши́нска Силе́зия.

## История
Тешинска Силезия обхваща територията на историческото Тешинско херцогство, което съществува от 1290 до 1918 г. В периода 1290 – 1653 г. то е управлявано от клон на династията на Пястите. През 1327 г. Казимир I, херцог Чешински, става васал на краля на Бохемия Ян Люксембургски, и херцогството става автономно феодално владение на бохемската корона. Управлението на Пястите завършва през 1653 г. със смъртта на последната херцогиня Чешинска, Елжбета Лукреция, след което херцогството става владение на Хабсбургите и започва да се нарича с немското си име: Тешин.
През 1722 г. Тешин е предаден на Леополд Лотарингски, в качеството на компенсация за правата на североиталианското херцогство Монферат, преминало към Сардинското кралство. След Войната за австрийското наследство голяма част от Силезия преминава към Прусия, но Тешинското херцогство остава в рамките на Хабсбургската империя.
От 1767 до 1822 г. херцогството, намиращо се по това време под властта на саксонската династия Ветини, е наричано Саксен Тешин (Саксонски Тешин). След смъртта на Алберт, първия и последен херцог Тешински от рода Ветини, херцогството преминава към австрийската корона, под чиято власт остава до 1918 г.
В Тешинска област винаги се е говорило на смесен чешко-полски диалект, който е смятан от чешките лингвисти за чешки диалект, а от полските – за полски. До средата на 19 век местните жители определят националността си просто като „местни“. През 19 век „местните“ започват да се делят на поляци, чехи и силезци. Никоя общност не е мнозинство в областта, но към края на 19 века многобройните полски емигранти, които идват от Галиция в търсене на работа, променят ситуацията, и в източните части на Тешинска област поляците започват да преобладават. През 1918 г. те вече са 54 % от населението на региона, но преобладават основно в източните части.
След разпадането на Австро-Унгария, на 5 ноември 1918 г. полското правителство на Тешинското херцогство – Националния съвет на Тешинското херцогство (Rada Narodowa Księstwa Cieszyńskiego), подписва договор с местното чешко правителство – Националният комитет за Силезия (Národní výbor pro Slezsko), за разделянето на Тешинска Силезия.На 23 януари 1919 г. Чехословакия обаче въвежда войски в Тешинска област и я заема изцяло. На 28 юли 1920 г., по време на настъплението на Червената армия в Съветско-полската война, международен арбитражен комитет приема решение за присъединяването на по-голямата част от областта – Заолже – към Чехословакия, в това число и някои участъци, в които поляците са преобладаващото мнозинство.
През октомври 1938 г. Полша, съвместно с нацистка Германия, въвежда войски и окупира чехословашката част на Тешинска област, присъединявайки я като Западносилезки окръг (Powiat cieszyński zachodni) Автономно Силезко войводство. След окупацията на Полша от Германия през 1939 г., Автономното Силезко войводство, заедно със Западнотешинския окръг е присъединено към пруската провинция Горна Силезия като Катовицки окръг, а Западнотешинския окръг и Тешинския окръг са обединени в Тешински район (Landkreis Teschen).
След Втората световна война голяма част от областта е върната на Чехословакия. Чешката част на Тешинска Силезия продължава да е част от Чехословакия до разделянето ѝ през 1993 г. и оттогава е част от Чехия.

## География
Тешинска Силезия заема територията между северозападната част на Карпатите, долината на Освиенцим, част от Силезката долина и източната част на Судетите. Регионът е отделен от останалите части на Силезия (по-точно, от Горна Силезия) от река Висла, от Малополша – от река Бяла и планината Бараня – най-високата точка в полската част на региона (1220 метра). Най-високият връх в цяла Тешинска Силезия е плавината Лиса (1324 m) в чешката част. Регионът също така граничи със Словакия чрез планинският хребет Полом (и Яблунковски проход) и с Моравия по реките Остравице и Одра. През него протича река Олше.